# Franz Christmann

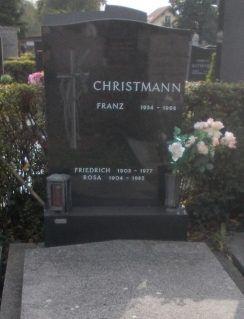
Grabstätte von Franz Christmann

Franz „Pipi“ Christmann (* 13. April 1934 in Wien; † 25. Oktober 1998 ebenda) war ein österreichischer Heurigenkabarettist und Musiker.
Er spielte zunächst Gitarre, später Kontrabass und trat mit seinem Bruder Erwin (1929–2000) als Duo Mayer auf. Bei den Spitzbuben vertrat er öfters Helmut Schicketanz, und als sich diese Gruppe 1973 auflöste, wurde er Mitglied von Die Neuen Spitzbuben. Danach war er Mitglied von Toni Strobl & Die Runderneuerten (neben Berti Endler), die dann im November 1993 drei Abschiedskonzerte in der Wiener Stadthalle gaben, danach gab es eine Zusammenarbeit mit Lothar Steup in Begleitung mit seiner Combo und später noch als Trio Die Witzinger mit Kurt Schaffer.
Franz Christmann ist auf dem Jedleseer Friedhof (Gr. 17, R. 2, Nr. 7) beerdigt.